# Вербицкий, Андрей Александрович
Андре́й Алекса́ндрович Верби́цкий (25 февраля 1941 — 22 декабря 2020) — советский и российский психолог и педагог, заведующий кафедрой социальной и педагогической психологии МГГУ им. М. А. Шолохова, доктор педагогических наук, профессор, действительный член РАО (2016). Почётный работник высшего профессионального образования Российской Федерации, автор теории контекстного обучения.

## Биография
В 1964 году поступил на факультет психологии МГУ, который окончил в 1969. С 1969 по 1974 год учился в аспирантуре и работал в НИИ ОиПП АПН СССР. В 1974 году защитил кандидатскую диссертацию по теме «О механизмах саморегуляции сенсомоторной деятельности в ситуации стимульной неопределённости». В 1978 году проходил стажировку в ЮНЕСКО в США и во Франции по психолого-педагогическим проблемам высшего образования.
С 1975 по 1990 год работал в НИИ проблем высшей школы, сначала старшим научным сотрудником, затем заведующим сектором педагогической психологии. В 1991 году защитил докторскую диссертацию «Психолого-педагогические основы контекстного обучения в вузе».
С 1990 по 1995 год руководил сектором психолого-педагогических проблем образования Исследовательского центра проблем качества подготовки специалистов МО РФ. С 1995 по 2000 год получил должность заместителя директора Федерального института планирования образования. В 1997 возглавил кафедру социальной и педагогической психологии МГОПУ имени М. А. Шолохова. Член экспертного совета ВАК РФ по педагогике и психологии (с 2018).

## Научная деятельность
Научная деятельность Вербицкого связана с разработкой психолого-педагогических и научно-методических проблем образования. Исследования и практические разработки направлены на разрешение основного противоречия профессионального образования. Вербицкий участвовал в исследовательских проектах Министерства образования России «Высшая школа России», «Инновационные педагогические технологии», осуществлял научное руководство и участвовал в разработке государственных Концепций непрерывного образования и непрерывного последипломного образования.

## Теория контекстного обучения
В предлагаемой концепции Вербицкий обосновывает положение о том, что основное противоречие и целый ряд более частных противоречий преодолеваются в контекстном обучении, суть которого — последовательное моделирование в формах учебной деятельности студента предметного и социального содержания его будущей профессиональной деятельности. Соответственно содержание контекстного обучения имеет два источника: научная информация и содержание профессиональной деятельности специалиста, представленное в её модели в виде основных должностных функций, проблемных ситуаций, проблем и задач. С помощью семиотической, имитационной и социальной обучающих моделей обеспечивается динамическое движение деятельности студента: «деятельность академического типа — квазипрофессиональная — учебно-профессиональная — профессиональная». Источниками теории и технологий контекстного обучения являются: теория деятельности, разработанная в отечественной психологии, многообразный эмпирический опыт «активного обучения», смыслообразующая категория «контекст».

## Научные труды
Вербицкий является автором более 200 научных и научно-методических работ, 5 монографий.
- Активное обучение в высшей школе: контекстный подход. М.: «Высшая школа», 1991. — 207
- Новая образовательная парадигма и контекстное обучение, 1999;
- Развитие мотивации студентов в контекстном обучении, 2000, в соавт.;
- Менеджер в роли учителя, 2001, в соавт.;
- Основы деятельности тьютора, 2002, в соавт;
- Психология мотивации студентов, в соавт;

и др.